# Manco Cápac
Manco Capac (på Quechua: Manqo Qhapaq, "fantastisk grundlag") var den første Sapa Inka og regent i kongedømmet i Cuzco og en mytologisk figur i inkaernes mytologi. 
Der er adskillige versioner af Manco Capacs oprindelseshistorie og om Manco Capacs grundlæggelse af Cuzco. Selvom han er omtalt adskillige steder, er det usikkert om han har eksisteret som person, eller om han blot er en mytologisk figur. 